# Râul Rusciori
Râul Rusciori sau Râul Rușcior este un curs de apă, afluent al râului Cibin. 